# Liste der Nummer-eins-Hits in Tschechien (2023)
Dies ist eine Liste der Nummer-eins-Hits in Tschechien im Jahr 2022. Sie basiert auf den Auswertungen der IFPI ČR, der nationalen Vertretung der tschechischen Musikindustrie. Grundlage sind die Albums Top 100 (Verkaufscharts) für Alben. Für Singles werden zwei Charts erstellt; die Radio Top 100 Oficiální, welche auf Airplay, sowie die Singles Digital Top 100, welche auf Downloadverkäufen basieren.

## Singles
| ← 2022 ← | Liste der Nummer-eins-Hits in Tschechien (Radio Top 100) | Liste der Nummer-eins-Hits in Tschechien (Radio Top 100) | Liste der Nummer-eins-Hits in Tschechien (Radio Top 100) | 2024 →                    |
| \| Zeitraum \| Wo. ges. \| Interpret \| Titel Autor(en) \| Zusätzliche Informationen \| \| (Zeitraum, Wochen auf Platz eins, Interpret, Titel, Autor[en], zusätzliche Informationen) \| \| \| \| \| \| ----------------------------------------------------------------------------------------- \| -------- \| ------------------------------------------------ \| ------------------------------------------------------------------------------------------------------------------------------------------------------------------------------------- \| ------------------------- \| \| 1.–5. Woche 5 Wochen (insgesamt 7) \| 7 \| Lewis Capaldi \| Forget Me Lewis Marc Capaldi, Peter Norman Cullen Kelleher, Benjamin Alexander Kohn, Thomas Andrew Searle Barnes, Philip John Plested, Michael Ross Pollack \| – \| \| 6.–30. Woche 25 Wochen \| 25 \| Miley Cyrus \| Flowers Miley Ray Cyrus, Michael Ross Pollack, Gregory Aldae Hein \| – \| \| 31. Woche 1 Woche (insgesamt 9) \| 9 \| Michael Schulte & R3hab \| Waterfall Timothy Lavelle Deal, Pascal Reinhardt, Fadil El Ghoul, Johannes Walter-Müller, Max Giesinger, Michael Anthony Schulte, Steffen Gräf \| – \| \| 32. Woche 1 Woche \| 1 \| Post Malone \| Chemical William Thomas Walsh, Louis Russell Bell, Andrew Wotman, Austin Richard Post \| – \| \| 33. Woche 1 Woche \| 1 \| Endless Summer & Violet Days \| Crying on the Dancefloor Sebastiaan Molijn, Eelke A. Kalberg, Kristoffer Emil Gustav Eriksson, Lina Anna Josefin Hansson, Samuel Owen John Merrifield, Sammy Renders, Guy James Robin \| – \| \| 34. Woche 1 Woche (insgesamt 9) \| 9 \| Michael Schulte & R3hab \| Waterfall Timothy Lavelle Deal, Pascal Reinhardt, Fadil El Ghoul, Johannes Walter-Müller, Max Giesinger, Michael Anthony Schulte, Steffen Gräf \| – \| \| 35.–36. Woche 2 Wochen \| 2 \| Switch Disco feat. Ella Henderson & Robert Miles \| React Maegan Severia Cottone, Gabriella Michelle Henderson, Roberto Concina \| – \| \| 37. Woche 1 Woche (insgesamt 9) \| 9 \| Michael Schulte & R3hab \| Waterfall Timothy Lavelle Deal, Pascal Reinhardt, Fadil El Ghoul, Johannes Walter-Müller, Max Giesinger, Michael Anthony Schulte, Steffen Gräf \| – \| \| 38.–40. Woche 3 Wochen \| 3 \| Dua Lipa \| Dance the Night (From Barbie the Album) Caroline Ailin Buvik Furøyen, Dua Lipa, Mark Daniel Ronson, Andrew Wyatt Blakemore \| – \| \| 41.–45. Woche 5 Wochen (insgesamt 9) \| 9 \| Michael Schulte & R3hab \| Waterfall Timothy Lavelle Deal, Pascal Reinhardt, Fadil El Ghoul, Johannes Walter-Müller, Max Giesinger, Michael Anthony Schulte, Steffen Gräf \| – \| \| 46. Woche 1 Woche (insgesamt 6) \| 6 \| Pink \| Runaway William Hort Mann, Alecia Beth Moore \| – \| \| 47.–49. Woche 3 Wochen \| 3 \| Lost Frequencies \| The Feeling Richard Paul Badger Boardman, Emma Olivia Helena Bertilsson, Felix Safran De Laet, Dag Daniel Osmund Lundberg \| – \| \| 50. Woche 2023 – 2. Woche 2024 5 Wochen (insgesamt 6) \| 6 \| Pink \| Runaway William Hort Mann, Alecia Beth Moore \| – \| |                                                          |                                                          | |                           |
| ← 2022 |                                                          |                                                          | | → 2024 →                  |
| Zeitraum | Wo. ges.                                                 | Interpret                                                | Titel Autor(en) | Zusätzliche Informationen |
| (Zeitraum, Wochen auf Platz eins, Interpret, Titel, Autor[en], zusätzliche Informationen) |                                                          |                                                          | |                           |
| 1.–5. Woche 5 Wochen (insgesamt 7) | 7                                                        | Lewis Capaldi                                            | Forget Me Lewis Marc Capaldi, Peter Norman Cullen Kelleher, Benjamin Alexander Kohn, Thomas Andrew Searle Barnes, Philip John Plested, Michael Ross Pollack                           | –                         |
| 6.–30. Woche 25 Wochen | 25                                                       | Miley Cyrus                                              | Flowers Miley Ray Cyrus, Michael Ross Pollack, Gregory Aldae Hein | –                         |
| 31. Woche 1 Woche (insgesamt 9) | 9                                                        | Michael Schulte & R3hab                                  | Waterfall Timothy Lavelle Deal, Pascal Reinhardt, Fadil El Ghoul, Johannes Walter-Müller, Max Giesinger, Michael Anthony Schulte, Steffen Gräf                                        | –                         |
| 32. Woche 1 Woche | 1                                                        | Post Malone                                              | Chemical William Thomas Walsh, Louis Russell Bell, Andrew Wotman, Austin Richard Post                                                                                                 | –                         |
| 33. Woche 1 Woche | 1                                                        | Endless Summer & Violet Days                             | Crying on the Dancefloor Sebastiaan Molijn, Eelke A. Kalberg, Kristoffer Emil Gustav Eriksson, Lina Anna Josefin Hansson, Samuel Owen John Merrifield, Sammy Renders, Guy James Robin | –                         |
| 34. Woche 1 Woche (insgesamt 9) | 9                                                        | Michael Schulte & R3hab                                  | Waterfall Timothy Lavelle Deal, Pascal Reinhardt, Fadil El Ghoul, Johannes Walter-Müller, Max Giesinger, Michael Anthony Schulte, Steffen Gräf                                        | –                         |
| 35.–36. Woche 2 Wochen | 2                                                        | Switch Disco feat. Ella Henderson & Robert Miles         | React Maegan Severia Cottone, Gabriella Michelle Henderson, Roberto Concina | –                         |
| 37. Woche 1 Woche (insgesamt 9) | 9                                                        | Michael Schulte & R3hab                                  | Waterfall Timothy Lavelle Deal, Pascal Reinhardt, Fadil El Ghoul, Johannes Walter-Müller, Max Giesinger, Michael Anthony Schulte, Steffen Gräf                                        | –                         |
| 38.–40. Woche 3 Wochen | 3                                                        | Dua Lipa                                                 | Dance the Night (From Barbie the Album) Caroline Ailin Buvik Furøyen, Dua Lipa, Mark Daniel Ronson, Andrew Wyatt Blakemore                                                            | –                         |
| 41.–45. Woche 5 Wochen (insgesamt 9) | 9                                                        | Michael Schulte & R3hab                                  | Waterfall Timothy Lavelle Deal, Pascal Reinhardt, Fadil El Ghoul, Johannes Walter-Müller, Max Giesinger, Michael Anthony Schulte, Steffen Gräf                                        | –                         |
| 46. Woche 1 Woche (insgesamt 6) | 6                                                        | Pink                                                     | Runaway William Hort Mann, Alecia Beth Moore | –                         |
| 47.–49. Woche 3 Wochen | 3                                                        | Lost Frequencies                                         | The Feeling Richard Paul Badger Boardman, Emma Olivia Helena Bertilsson, Felix Safran De Laet, Dag Daniel Osmund Lundberg                                                             | –                         |
| 50. Woche 2023 – 2. Woche 2024 5 Wochen (insgesamt 6) | 6                                                        | Pink                                                     | Runaway William Hort Mann, Alecia Beth Moore | –                         |

| ← 2022 ← | Liste der Nummer-eins-Hits in Tschechien (Singles Digital 100) | Liste der Nummer-eins-Hits in Tschechien (Singles Digital 100) | Liste der Nummer-eins-Hits in Tschechien (Singles Digital 100) | 2024 →                    |
| \| Zeitraum \| Wo. ges. \| Interpret \| Titel Autor(en) \| Zusätzliche Informationen \| \| (Zeitraum, Wochen auf Platz eins, Interpret, Titel, Autor[en], zusätzliche Informationen) \| \| \| \| \| \| ----------------------------------------------------------------------------------------- \| -------- \| --------------------------- \| ------------------------------------------------------------------------------------------------------------------------------------------------------------------ \| ------------------------- \| \| 1. Woche 1 Woche (insgesamt 3) \| 3 \| David Guetta & Bebe Rexha \| I’m Good (Blue) Bleta Rexha, Pierre David Guetta, Camille Angelina Purcell, Massimo Gabutti, Maurizio Lobina, Gianfranco Randone, Philip John Plested \| – \| \| 2. Woche 1 Woche (insgesamt 3) \| 3 \| Stein27 \| Habibi David Kopecký, Petr Adámek \| – \| \| 3.–5. Woche 3 Wochen \| 3 \| Miley Cyrus \| Flowers Miley Ray Cyrus, Michael Ross Pollack, Gregory Aldae Hein \| – \| \| 6.–21. Woche 16 Wochen (insgesamt 26) \| 26 \| Calin & Viktor Sheen \| Safír Calin Panfili, Viktor Dundych, Vojtěch Spousta \| – \| \| 22. Woche 1 Woche \| 1 \| Separ feat. Jerry Lee & PTK \| Sunset Juraj Lichvár, Papa Lipi, Michael Kmeť, Patrik Aišman \| – \| \| 23. Woche 1 Woche (insgesamt 26) \| 26 \| Calin & Viktor Sheen \| Safír Calin Panfili, Viktor Dundych, Vojtěch Spousta \| – \| \| 24.–25. Woche 2 Wochen \| 2 \| Ektor \| King Kong Marko Elefteriadis \| – \| \| 26.–34. Woche 9 Wochen (insgesamt 26) \| 26 \| Calin & Viktor Sheen \| Safír Calin Panfili, Viktor Dundych, Vojtěch Spousta \| – \| \| 35.–39. Woche 5 Wochen \| 5 \| Doja Cat \| Paint the Town Red Ryan Buendia, Amala Ratna Zandile Dlamini, Harold Lane David, Burt Freeman Bacharach, Jean-Baptiste Kouame, Isaac Earl Bynum, Karl Rubin Brutus \| – \| \| 40.–41. Woche 2 Wochen \| 2 \| PTK feat. Victor Sheen \| Vzhůru celou noc Angelo Brajkovic, Patrik Aišman, Vid Vucenovic, Viktor Dundych \| – \| \| 42.–48. Woche 7 Wochen (insgesamt 8) \| 8 \| Viktor Sheen \| Dopamin Daniel Suchanek, Jiří Kostelka, Juraj Lichvár, Michal Kuchtíček, Viktor Dundych \| – \| \| 49.–52. Woche 4 Wochen (insgesamt 17) \| 17 \| Mariah Carey \| All I Want for Christmas Is You Walter N. Afanasieff, Mariah Carey \| – \| |                                                                |                                                                | |                           |
| ← 2022 |                                                                |                                                                | | → 2024 →                  |
| Zeitraum | Wo. ges.                                                       | Interpret                                                      | Titel Autor(en) | Zusätzliche Informationen |
| (Zeitraum, Wochen auf Platz eins, Interpret, Titel, Autor[en], zusätzliche Informationen) |                                                                |                                                                | |                           |
| 1. Woche 1 Woche (insgesamt 3) | 3                                                              | David Guetta & Bebe Rexha                                      | I’m Good (Blue) Bleta Rexha, Pierre David Guetta, Camille Angelina Purcell, Massimo Gabutti, Maurizio Lobina, Gianfranco Randone, Philip John Plested              | –                         |
| 2. Woche 1 Woche (insgesamt 3) | 3                                                              | Stein27                                                        | Habibi David Kopecký, Petr Adámek | –                         |
| 3.–5. Woche 3 Wochen | 3                                                              | Miley Cyrus                                                    | Flowers Miley Ray Cyrus, Michael Ross Pollack, Gregory Aldae Hein                                                                                                  | –                         |
| 6.–21. Woche 16 Wochen (insgesamt 26) | 26                                                             | Calin & Viktor Sheen                                           | Safír Calin Panfili, Viktor Dundych, Vojtěch Spousta | –                         |
| 22. Woche 1 Woche | 1                                                              | Separ feat. Jerry Lee & PTK                                    | Sunset Juraj Lichvár, Papa Lipi, Michael Kmeť, Patrik Aišman | –                         |
| 23. Woche 1 Woche (insgesamt 26) | 26                                                             | Calin & Viktor Sheen                                           | Safír Calin Panfili, Viktor Dundych, Vojtěch Spousta | –                         |
| 24.–25. Woche 2 Wochen | 2                                                              | Ektor                                                          | King Kong Marko Elefteriadis | –                         |
| 26.–34. Woche 9 Wochen (insgesamt 26) | 26                                                             | Calin & Viktor Sheen                                           | Safír Calin Panfili, Viktor Dundych, Vojtěch Spousta | –                         |
| 35.–39. Woche 5 Wochen | 5                                                              | Doja Cat                                                       | Paint the Town Red Ryan Buendia, Amala Ratna Zandile Dlamini, Harold Lane David, Burt Freeman Bacharach, Jean-Baptiste Kouame, Isaac Earl Bynum, Karl Rubin Brutus | –                         |
| 40.–41. Woche 2 Wochen | 2                                                              | PTK feat. Victor Sheen                                         | Vzhůru celou noc Angelo Brajkovic, Patrik Aišman, Vid Vucenovic, Viktor Dundych                                                                                    | –                         |
| 42.–48. Woche 7 Wochen (insgesamt 8) | 8                                                              | Viktor Sheen                                                   | Dopamin Daniel Suchanek, Jiří Kostelka, Juraj Lichvár, Michal Kuchtíček, Viktor Dundych                                                                            | –                         |
| 49.–52. Woche 4 Wochen (insgesamt 17) | 17                                                             | Mariah Carey                                                   | All I Want for Christmas Is You Walter N. Afanasieff, Mariah Carey                                                                                                 | –                         |

## Alben
| ← 2022 ← | Liste der Nummer-eins-Hits in Tschechien | Liste der Nummer-eins-Hits in Tschechien | Liste der Nummer-eins-Hits in Tschechien | 2024 →                                                               |
| \| Zeitraum \| Wo. ges. \| Interpret \| Titel \| Zusätzliche Informationen \| \| (Zeitraum, Wochen auf Platz eins, Interpret, Titel, zusätzliche Informationen) \| \| \| \| \| \| ------------------------------------------------------------------------------ \| -------- \| ---------------------------------------- \| -------------------------------- \| -------------------------------------------------------------------- \| \| 51. Woche 2022 – 3. Woche 2023 5 Wochen (insgesamt 22) \| 22 \| Viktor Sheen \| Příběhy a sny \| – \| \| 4. Woche 1 Woche \| 1 \| Måneskin \| Rush! \| – \| \| 5. Woche 1 Woche \| 1 \| PTK \| Golden Hill \| – \| \| 6.–14. Woche 9 Wochen (insgesamt 24) \| 24 \| Calin & Viktor Sheen \| Roadtrip \| – \| \| 15. Woche 1 Woche \| 1 \| Yzomandias & Nik Tendo \| Kruhy & vlny (217 Twins Edition) \| Das Original des Albums war im Vorjahr bereits 3 Wochen auf Platz 1. \| \| 16.–23. Woche 8 Wochen (insgesamt 24) \| 24 \| Calin & Viktor Sheen \| Roadtrip \| – \| \| 24. Woche 1 Woche \| 1 \| Milion Plus feat. Yzomandias & Nik Tendo \| Krtek Forever \| – \| \| 25.–29. Woche 5 Wochen (insgesamt 24) \| 24 \| Calin & Viktor Sheen \| Roadtrip \| – \| \| 30. Woche 1 Woche \| 1 \| Nik Tendo & Nobodylisten \| Pattern \| – \| \| 31.–32. Woche 2 Wochen \| 2 \| Travis Scott \| Utopia \| – \| \| 33.–34. Woche 2 Wochen (insgesamt 24) \| 24 \| Calin & Viktor Sheen \| Roadtrip \| – \| \| 35.–37. Woche 3 Wochen \| 3 \| Stein27 \| President of Sexico \| – \| \| 38.–39. Woche 2 Wochen \| 2 \| Yzomandias \| Zpátky na svojí planetu \| – \| \| 40. Woche 1 Woche \| 1 \| PTK \| Silent Kill \| – \| \| 41. Woche 1 Woche \| 1 \| Škwor \| Sobě věrnej \| – \| \| 42.–50. Woche 9 Wochen (insgesamt 19) \| 19 \| Viktor Sheen \| Planeta opic \| – \| \| 52. Woche 1 Woche \| 1 \| Dětský sbor Camerata \| Vánoční koledy, Vol. 1 \| – \| |                                          |                                          |                                          |                                                                      |
| ← 2022 |                                          |                                          |                                          | → 2024 →                                                             |
| Zeitraum | Wo. ges.                                 | Interpret                                | Titel                                    | Zusätzliche Informationen                                            |
| (Zeitraum, Wochen auf Platz eins, Interpret, Titel, zusätzliche Informationen) |                                          |                                          |                                          |                                                                      |
| 51. Woche 2022 – 3. Woche 2023 5 Wochen (insgesamt 22) | 22                                       | Viktor Sheen                             | Příběhy a sny                            | –                                                                    |
| 4. Woche 1 Woche | 1                                        | Måneskin                                 | Rush!                                    | –                                                                    |
| 5. Woche 1 Woche | 1                                        | PTK                                      | Golden Hill                              | –                                                                    |
| 6.–14. Woche 9 Wochen (insgesamt 24) | 24                                       | Calin & Viktor Sheen                     | Roadtrip                                 | –                                                                    |
| 15. Woche 1 Woche | 1                                        | Yzomandias & Nik Tendo                   | Kruhy & vlny (217 Twins Edition)         | Das Original des Albums war im Vorjahr bereits 3 Wochen auf Platz 1. |
| 16.–23. Woche 8 Wochen (insgesamt 24) | 24                                       | Calin & Viktor Sheen                     | Roadtrip                                 | –                                                                    |
| 24. Woche 1 Woche | 1                                        | Milion Plus feat. Yzomandias & Nik Tendo | Krtek Forever                            | –                                                                    |
| 25.–29. Woche 5 Wochen (insgesamt 24) | 24                                       | Calin & Viktor Sheen                     | Roadtrip                                 | –                                                                    |
| 30. Woche 1 Woche | 1                                        | Nik Tendo & Nobodylisten                 | Pattern                                  | –                                                                    |
| 31.–32. Woche 2 Wochen | 2                                        | Travis Scott                             | Utopia                                   | –                                                                    |
| 33.–34. Woche 2 Wochen (insgesamt 24) | 24                                       | Calin & Viktor Sheen                     | Roadtrip                                 | –                                                                    |
| 35.–37. Woche 3 Wochen | 3                                        | Stein27                                  | President of Sexico                      | –                                                                    |
| 38.–39. Woche 2 Wochen | 2                                        | Yzomandias                               | Zpátky na svojí planetu                  | –                                                                    |
| 40. Woche 1 Woche | 1                                        | PTK                                      | Silent Kill                              | –                                                                    |
| 41. Woche 1 Woche | 1                                        | Škwor                                    | Sobě věrnej                              | –                                                                    |
| 42.–50. Woche 9 Wochen (insgesamt 19) | 19                                       | Viktor Sheen                             | Planeta opic                             | –                                                                    |
| 52. Woche 1 Woche | 1                                        | Dětský sbor Camerata                     | Vánoční koledy, Vol. 1                   | –                                                                    |